# Vähäruha
Vähäruha är en ö i Finland. Den ligger i sjön Ruokopuolinen och i kommunen Asikkala i den ekonomiska regionen  Lahtis ekonomiska region  och landskapet Päijänne-Tavastland, i den södra delen av landet, 120 km norr om huvudstaden Helsingfors. Öns area är omkring 540 kvadratmeter och dess största längd är 40 meter i nord-sydlig riktning.